# Берлінська школа експериментальної психології
Берлінська школа експериментальної психології була заснована Карлом Штумпфом, учнем Франца Брентано та Германа Лотце та професором Берлінського університету, у 1893 році. Вона дотримувалася методу експериментальної феноменології, яка розуміла її як науку про явища. Її також відзначають як засновницю гештальтпсихології. Відомими членами є Макс Вертгеймер, Курт Коффка та Вольфганг Келер.

## Історія
У 1893 році Штумпф заснував Берлінську лабораторію експериментальної психології. Інститут, також відомий як школа гештальтпсихології, був частиною Берлінського університету. Це було вдосконаленням неоарістотелівської теорії Брентано або дослідження якісних властивостей явищ. Після німецької революції Берлінська лабораторія переїхала у флігель колишнього Імператорського палацу. Це ознаменувало розширення Берлінської школи після того, як вона була змушена скоротити свою діяльність під час війни. Нова установа, яку також підтримувало Товариство експериментальної психології, зосередилася на прикладній роботі та включила власну лабораторію, щоб перетворитися на розширений університетський інститут. Штумпф очолював інститут 26 років. Його наступником став Вольфганг Келер.
Штумпф вплинув на своїх учнів, таких як Вертхаймер, Коффка, Келер і Курт Левін, і вони зробили внесок у розвиток школи. Наприклад, Левін розробив низку моделей та ідей, пов'язаних із теорією та практикою управління змінами. Ці психологи ще більше удосконалили роботу Штумпфа, що сприяло експериментальним дослідженням, кульмінацією яких став розвиток гештальтпсихології. Ці психологи підкреслювали примат об'єктів як одиниць досвіду, а не відчуттів.
Лише після того, як у 1922 році Келер перебрав керівництво інститутом психології, Берлінська школа фактично стала школою гештальтпсихології.